# Cục Tài chính doanh nghiệp (Việt Nam)
Cục Tài chính doanh nghiệp là cơ quan trực thuộc Bộ Tài chính, có chức năng tham mưu, giúp Bộ trưởng Bộ Tài chính thực hiện quản lý nhà nước về tài chính doanh nghiệp, tài chính hợp tác xã và kinh tế tập thể, tài chính phục vụ chuyển đổi sở hữu, sắp xếp lại doanh nghiệp nhà nước, cổ phần hóa đơn vị sự nghiệp công lập; đầu mối giúp Bộ trưởng Bộ Tài chính thực hiện quản lý nhà nước về tài chính đối với hoạt động đầu tư nước ngoài vào Việt Nam và đầu tư ra nước ngoài (không bao gồm đầu tư gián tiếp); quản lý Quỹ hỗ trợ sắp xếp và phát triển doanh nghiệp; thực hiện quyền, trách nhiệm của cơ quan đại diện chủ sở hữu đối với doanh nghiệp và phần vốn nhà nước tại doanh nghiệp theo phân công của Bộ trưởng Bộ Tài chính.
Cục Tài chính doanh nghiệp thành lập ngày 1 tháng 10 năm 1999, theo Nghị định số 84/1999/NĐ-CP ngày 28 tháng 8 năm 1999 của Chính phủ về tổ chức lại Tổng cục Quản lý vốn và tài sản Nhà nước tại doanh nghiệp.
Chức năng, nhiệm vụ, quyền hạn và cơ cấu tổ chức của Cục Tài chính doanh nghiệp được quy định tại Quyết định số 1266/QĐ-BTC ngày 29 tháng 7 năm 2019 của Bộ trưởng Bộ Tài chính.

## Lãnh đạo Cục
- Cục trưởng: Bùi Tuấn Minh
- Phó Cục trưởng:

1. Lê Xuân Hải
2. Doãn Thanh Tuấn
3. Nguyễn Thu Thủy

## Cơ cấu tổ chức
(Theo Điều 3, Quyết định số 1266/QĐ-BTC ngày 29 tháng 7 năm 2019 của Bộ trưởng Bộ Tài chính)
- Văn phòng Cục
- Phòng Chính sách tổng hợp
- Phòng Sắp xếp và Đổi mới doanh nghiệp
- Phòng Quản lý tài chính doanh nghiệp lĩnh vực công thương (gọi tắt là Phòng Nghiệp vụ 1)
- Phòng Quản lý tài chính doanh nghiệp lĩnh vực giao thông vận tải và xây dựng (gọi tắt là Phòng Nghiệp vụ 2)
- Phòng Quản lý tài chính doanh nghiệp lĩnh vực nông nghiệp và tài nguyên môi trường (gọi tắt là Phòng Nghiệp vụ 3)
- Phòng Quản lý tài chính doanh nghiệp lĩnh vực thông tin, truyền thông và dịch vụ khác (gọi tắt là Phòng Nghiệp vụ 4)
- Phòng Quản lý tài chính doanh nghiệp lĩnh vực dầu khí, xăng dầu (gọi tắt là Phòng Nghiệp vụ 5)
- Phòng Quản lý tài chính doanh nghiệp lĩnh vực đầu tư nước ngoài (gọi tắt là Phòng Nghiệp vụ 6)